# Elverdamskroen
Elverdamskroen er en kro og restaurant 10 km sydøst for Holbæk på den gamle landevej (Sekundærrute 155), der forbinder Holbæk og Roskilde. Kroen ligger i den nedre del af Elverdamsdalen nær Elverdamsåen og Fristrup Møllebæk, hvoraf det fortrinsvis var Fristrup Møllebæk, som forsynede den tidligere Elverdamsmølle med de nødvendige vandressourcer.
Kroen lukkede i september 2015 på grund af konkurs i driftsselskabet som drev restaurantionen.

## Kroens historie
Elverdamskroen blev etableret i 1600-tallet som møllekro, dvs. udskænkningssted for bønder, der ventede på at få deres korn malet på Elverdamsmøllen. I kroens tidlige periode blev der fortrinsvis serveret hjemmebrygget øl og brændevin. Da kroen senere blev underlagt Aastrup Gods, blev traktementet udvidet til også at omfatte mad. Der har været landevejskro i bygningen siden 1700-tallet. Det blev en Kongelig privilegeret landevejskro i 1735.
Kroens ejere har i tidens løb haft mange supplerende opgaver. Kroen har været post- og diligencestation, og kroejeren har haft ansvaret for vedligeholdelse af broen over Elverdamsåen. Derudover har der i varierende omfang været drevet landbrug på de tidligere tilhørende landområder, der i perioder var bortforpagtet, inden de blev solgt fra. Staldbygningerne eksisterer dog fortsat.
Den nuværende bygning er opført i 1849 med senere tilføjelse af den østlige krostue. Kroen er brændt to gange, senest i 1879, og der er fortsat forkullede rester herfra under kroens gulve.
I 1997 overtog Jan Cocotte-Pedersen kroen. Han drev kroen som gourmet-restaurant frem til 2013, hvor han serverede retter fra filmen Babettes gæstebud (1987).
Kroen er siden blevet solgt på tvangsauktion og genåbnet den 1/11 2013. I 2015 lukkede den igen.